# Estação Mogi das Cruzes
A Estação Mogi das Cruzes é uma estação ferroviária, pertencente à Linha 11–Coral da CPTM, além de ser parte do trajeto Luz-Mogi das Cruzes do Expresso Turístico da CPTM. Localiza-se na Praça Sacadura Cabral, no centro de Mogi das Cruzes, município da Região Metropolitana de São Paulo.

## Histórico
A estação foi construída e inaugurada pela Estrada de Ferro do Norte no dia 6 de novembro de 1875.
Devido ao crescimento do município de Mogi das Cruzes, a EFCB constrói um novo prédio, inaugurado em 16 de setembro de 1929, já que o local era a estação final dos trens de subúrbios da "Central".
Nos anos 50, é ampliada mais uma vez sendo reinaugurada em 15 de março de 1958. A atual estação de Mogi das Cruzes foi inaugurada pela Companhia Brasileira de Trens Urbanos (CBTU) em julho de 1989. Desde 1994 a estação é administrada pela CPTM.

## Características
| Sigla | Estação         | Inauguração           | Integração                                                                            | Plataformas        | Posição    | Notas                           |
| ----- | --------------- | --------------------- | ------------------------------------------------------------------------------------- | ------------------ | ---------- | ------------------------------- |
| MDC   | Mogi das Cruzes | 6 de novembro de 1875 | Sistema Integrado Mogiano (SIM), Bilhete Único da SPTrans e Terminal de Ônibus Urbano | Centrais e Lateral | Superfície | Estação reconstruída pela RFFSA |

## Diagrama da estação
| 1 |

|  | ↕ a ↕ |

|  | ↕ b ↕ |

| 2 |

|  | c |

|  | d |

| 3 |

|  | ↑ e ↑ |

|  | ↓ f ↓ |

| 4 |

|  | ↓ g ↓ |

| 1 |

|  | ↕ a ↕ |

|  | ↕ b ↕ |

| 2 |

|  | c |

|  | d |

| 3 |

|  | ↑ e ↑ |

|  | ↓ f ↓ |

| 4 |

|  | ↓ g ↓ |

| 1 |

|  | ↕ a ↕ |

|  | ↕ b ↕ |

| 2 |

|  | c |

|  | d |

| 3 |

|  | ↑ e ↑ |

|  | ↓ f ↓ |

| 4 |

|  | ↓ g ↓ |

| 1 |

|  | ↕ a ↕ |

|  | ↕ b ↕ |

| 2 |

|  | c |

|  | d |

| 3 |

|  | ↑ e ↑ |

|  | ↓ f ↓ |

| 4 |

|  | ↓ g ↓ |